# Prix Charles Tiercelin
Prix Charles Tiercelin är ett travlopp för 4-åriga varmblod (hingstar och ston) som körs på Vincennesbanan utanför Paris i Frankrike varje år. Det går av stapeln den sista söndagen i januari, samma tävlingsdag som Prix d'Amérique. Det är ett Grupp 2-lopp, det vill säga ett lopp av näst högsta internationella klass. Loppet körs över distansen 2100 meter. Förstapris är 54 000 euro, vilket gör loppet till ett av de större fyraåringsloppen i Frankrike.
Flera stjärnhästar har vunnit loppet, bland andra Face Time Bourbon (2019), Bold Eagle (2015), Ready Cash (2009), Ourasi (1984) och Idéal du Gazeau (1978).

## Vinnare
| År   | Häst               | Land      | Efter              | Kusk                     | Tränare               | Distans | Tid    |
| ---- | ------------------ | --------- | ------------------ | ------------------------ | --------------------- | ------- | ------ |
| 2025 | Frank Gio          | Frankrike | Face Time Bourbon  | Matthieu Abrivard        | Sébastien Guarato     | 2 700 m | 1.14,5 |
| 2024 | Kyrielle           | Frankrike | Ènino du Pommereux | William Bigeon           | William Bigeon        | 2 700 m | 1.13,9 |
| 2023 | Don't Say Gar      | Italien   | Varenne            | Alessandro Gocciadoro    | Alessandro Gocciadoro | 2 700 m | 1.13,9 |
| 2022 | Dusktodawn Boogie  | Finland   | Lexus Font         | Jean-Michel Bazire       | Jean-Michel Bazire    | 2 100 m | 1.12,0 |
| 2021 | Hirondelle Sibey   | Frankrike | Gazouillis         | Éric Raffin              | Jean Michel Baudouin  | 2 100 m | 1.11,6 |
| 2020 | Gu d'Héripré       | Frankrike | Coktail Jet        | Franck Nivard            | Philippe Billard      | 2 100 m | 1.11,6 |
| 2019 | Face Time Bourbon  | Frankrike | Ready Cash         | Björn Goop               | Sébastien Guarato     | 2 100 m | 1.11,2 |
| 2018 | Eridan             | Frankrike | Ready Cash         | David Thomain            | Sébastien Guarato     | 2 100 m | 1.11,6 |
| 2017 | Draft Life         | Frankrike | Ubriaco            | Éric Raffin              | Louis Baudron         | 2 100 m | 1.12,1 |
| 2016 | Traders            | Frankrike | Ready Cash         | Nicolas Roussel          | Philippe Allaire      | 2 100 m | 1.11,5 |
| 2015 | Bold Eagle         | Frankrike | Ready Cash         | Franck Nivard            | Sébastien Guarato     | 2 100 m | 1.11,8 |
| 2014 | Alésia d'Atout     | Frankrike | Défi d'Aunou       | Mathieu Mottier          | Dominique Mottier     | 2 100 m | 1.13,1 |
| 2013 | Valse Darling      | Frankrike | Prodigious         | Julien Dubois            | Philippe Moulin       | 2 850 m | 1.16,6 |
| 2012 | Un Amour d'Haufor  | Frankrike | Love You           | Christian Bigeon         | Christian Bigeon      | 2 850 m | 1.15,3 |
| 2011 | The Lovely Gwen    | Frankrike | And Arifant        | Pierre Vercruysse        | Mickael Lemercier     | 2 875 m | 1.15,7 |
| 2010 | Scala Bourbon      | Frankrike | Love You           | Matthieu Abrivard        | Sébastien Guarato     | 2 850 m | 1.15,6 |
| 2009 | Ready Cash         | Frankrike | Indy de Vive       | Bernard Piton            | Philippe Allaire      | 2 850 m | 1.14,5 |
| 2008 | Quatre Juillet     | Frankrike | Love You           | Jean-Pierre Dubois       | Jean Baudron          | 2 850 m | 1.16,7 |
| 2007 | Popinée de Timbia  | Frankrike | Goetmals Wood      | Gilles Delacour          | Thierry Duvaldestin   | 2 700 m | 1.15,0 |
| 2006 | Rite On Track      | Sverige   | Rite on Line       | Jörgen Westholm          | Jörgen Westholm       | 2 700 m | 1.15,5 |
| 2005 | Naïf Phi           | Frankrike | Fleuron Perrine    | Franck Nivard            | Jean-Baptiste Bossuet | 2 700 m | 1.15,3 |
| 2004 | Memphis du Rib     | Frankrike | Elvis du Rossignol | Jean-Loïc-Claude Dersoir | Joël Hallais          | 2 700 m | 1.15,5 |
| 2003 | Levant de Saintile | Frankrike | Volcan du Vivier   | Joseph Verbeeck          | Vincent Raimbault     | 2 700 m | 1.16,2 |
| 2002 | Kuza Viva          | Frankrike | Uzo Charmeur       | Stéphane Levoy           | Paul Viel             | 2 700 m | 1.16,2 |
| 2001 | Jason de Vandel    | Frankrike | Cézio Josselyn     | Ulf Nordin               | Ulf Nordin            | 2 700 m | 1.17,9 |
| 2000 | Insert Gédé        | Frankrike | Jet du Vivier      | Yves Dreux               | Jean-Luc Bigeon       | 2 700 m | 1.17,2 |
| 1999 | Hand du Vivier     | Frankrike | And Arifant        | Jean-Pierre Thomain      | Jean-Yves Lecuyer     | 2 700 m | 1.16,2 |
| 1998 | Goetmals Wood      | Frankrike | And Arifant        | Jean-Pierre Dubois       | Jean-Pierre Dubois    | 2 700 m | 1.17,7 |
| 1997 | Fier des Baux      | Frankrike | Montsurvent        | Bernard Hue              | Bernard Hue           | 2 700 m | 1.19,4 |
| 1996 | Extreme Dream      | Frankrike | Quito de Talonay   | Anders Lindqvist         | Jean-Pierre Dubois    | 2 175 m | 1.16,5 |
| 1995 | Déa Josselyn       | Frankrike | Armbro Goal        | Jean-Étienne Dubois      | Jean-Étienne Dubois   | 2 175 m | 1.16,1 |
| 1994 | Capitole           | Frankrike | Passionnant        | Bernard Oger             | Léopold Verroken      | 2 175 m | 1.16,9 |
| 1993 | Boy du Pré         | Frankrike | Podosis            | Jean-Philippe Mary       | Philippe Allaire      | 2 275 m | 1.16,5 |
| 1992 | Amie Chérie        | Frankrike | Mon Tourbillon     | Paul Viel                | Paul Viel             | 2 300 m | 1.17,5 |
| 1991 | Vip Tilly          | Frankrike | Istraéki           | Alain Laurent            | Jacky Bethouart       | 2 300 m | 1.18,0 |
| 1990 | Ultra Ducal        | Frankrike | Buffet II          | Paul Viel                | Paul Viel             | 2 325 m | 1.16,3 |
| 1989 | Taxe de Vrie       | Frankrike | Fruit Rose         | Roger Baudron            | Roger Baudron         | 2 300 m | 1.18,3 |
| 1988 | Sabre d'Avril      | Frankrike | Hadol du Vivier    | Jean-Pierre Viel         | Jean-Pierre Viel      | 2 300 m | 1.16,8 |
| 1987 | Rainbow Runner     | Frankrike | Fakir du Vivier    | Jean-Pierre Dubois       | Jean-Pierre Dubois    | 2 300 m | 1.17,5 |
| 1986 | Quito de Talonay   | Frankrike | Florestan          | Jean-René Gougeon        | Jack de Bellaigue     | 2 100 m | 1.16,7 |
| 1985 | Pélican du Pont    | Frankrike | Fruit Rose         | Jean-Yves Rayon          | Albert Rayon          | 2 300 m | 1.21,0 |
| 1984 | Ourasi             | Frankrike | Greyhound          | Jean-René Gougeon        | Raoul Ostheimer       | 2 275 m | 1.17,6 |
| 1983 | Neuilly            | Frankrike | Amyot              | Léopold Verroken         | Léopold Verroken      | 2 250 m | 1.19,5 |
| 1982 | Mon Tourbillon     | Frankrike | Amyot              | Jean-Pierre Viel         | Jean-Pierre Viel      | 2 250 m | 1.20,0 |
| 1981 | Lançon             | Frankrike | Toledo II          | Jean-Marie Riaud         | Jean-Marie Riaud      | 2 250 m | 1.19,0 |
| 1980 | Kandy              | Frankrike | Bellouet           | Gérard Thiberge          | Gérard Thiberge       | 2 250 m | 1.19,9 |
| 1979 | Jamborée           | Frankrike | Valmot             | Jean-René Gougeon        | Jean Lesne            | 2 250 m | 1.20,1 |
| 1978 | Idéal du Gazeau    | Frankrike | Alexis III         | Eugène Lefèvre           | Eugène Lefèvre        | 2 275 m | 1.18,4 |